# Sayed Darwich
 (avril 2019).
Si vous disposez d'ouvrages ou d'articles de référence ou si vous connaissez des sites web de qualité traitant du thème abordé ici, merci de compléter l'article en donnant les références utiles à sa vérifiabilité et en les liant à la section « Notes et références ».
Pour les articles homonymes, voir Darwich.
Sayed Darwich (en arabe : سيد درويش ; né le 17 mars 1892 à Alexandrie et mort dans cette même ville le 15 septembre 1923) est un chanteur et compositeur égyptien, considéré comme le père de la musique égyptienne populaire.

## Biographie

### Contexte
La comédie musicale venait de naître en Égypte au début du XXe siècle sous l'égide de Salama Hegazi, pionnier du genre dans son pays. Dans ce contexte, Darwich permettra de grandes évolutions dans la musique arabe. Parmi ses compositions figure la mise en musique de Bilady, Bilady, Bilady, l'hymne national de la République arabe d'Égypte, dont le texte fut adapté d'un célèbre discours de Mustafa Kamil.

### Vie et carrière
Né dans le quartier de Kom Al Dekka à Alexandrie, Sayed Darwich étudie au sein d'une école coranique de sa ville natale tout en se passionnant pour la musique. Il est remarqué par Selim Attallah, chef d'une troupe musicale qui l'intègre à sa formation.
En 1909, Sayed Darwich participe à plusieurs tournées dans différents pays arabes mais sans grand succès. En 1913, il voyage à nouveau et rencontre en Syrie Osman Al Moussely, une grande personnalité de la musique arabe de l'époque. En 1916, il se joint à la troupe de Georges Abyad et Salama Hegazi qui, présentant Sayed Darwich, avait dit : « Rappelez-vous bien le nom de ce jeune homme ! »
En 1921, Sayed Darwich forme sa propre troupe et présente des pièces dont Shéhérazade. Ses compositions théâtrales sont caractérisées par le rythme folklorique et une forme de simplicité. Il introduit également le cor comme instrument de prédilection. Il meurt de façon prématurée à l'âge de 31 ans, victime de la peste, le jour même du retour d'exil du leader nationaliste Saad Zaghloul, accueilli aux sons de Bilady, Bilady, Bilady.
Sayed Darwich a laissé une production abondante, et l'on raconte qu'il pouvait composer jusqu'à cinq pièces en un mois.